# The Final Problem
The Adventure of the Final Problem (O Problema Final) é um conto policial de Arthur Conan Doyle publicado pela primeira vez em vários jornais norte-americanos em 26 de novembro de 1893 e na Strand Magazine em dezembro de 1893, com 9 ilustrações de Sidney Paget. A história, ambientada em 1891, apresenta o gênio do crime, Professor Moriarty. A intenção era que fosse a última aventura de Holmes, terminando com a morte do personagem, pois o autor pretendia se dedicar a gêneros literários mais "sérios", por exemplo, os romances históricos. 
Só que ele não contava com a reação negativa do público: muitos leitores enviaram cartas de protesto à revista ou cancelaram suas assinaturas, indignados com a morte prematura de Holmes. Desse modo, em 1901 as histórias de Holmes foram retomadas com o romance O Cão dos Baskervilles, que transcorre antes da sua morte, e enfim o popular detetive foi "ressuscitado" em 1903 no conto "A Casa Vazia", onde se revela que sua "morte" foi apenas aparente. A cidade suíça de Meiningen, onde decorre a luta épica entre Holmes e Moriarty, tornou-se ponto de peregrinação dos fãs de Holmes.

## Sinopse

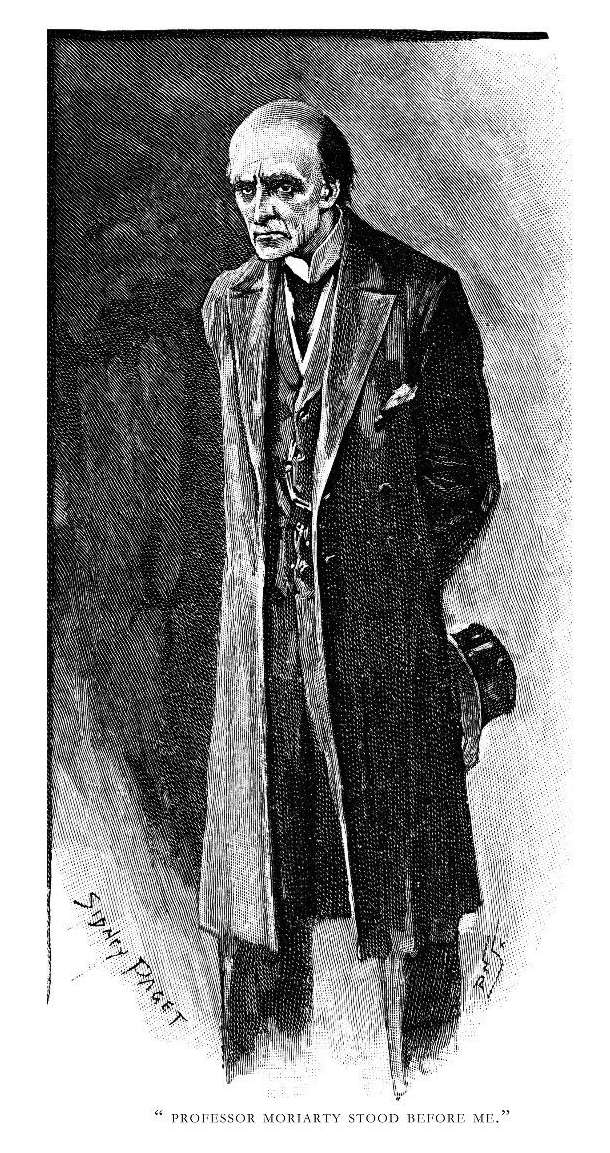
Professor Moriarty o maior criminoso de toda a Europa

Holmes chega à residência do Dr. John Watson uma noite, um tanto agitado e com os nós de dois dedos arranhados e sangrando. Watson se surpreende quando Holmes conta que escapou de três tentativas de assassinato naquele mesmo dia, após receber uma visita do professor Moriarty, o “Napoleão do crime”, que avisou que, se Holmes não parasse de persegui-lo, seria liquidado. 
Holmes vem investigando Moriarty e seus colaboradores há meses e está prestes a capturá-los e entregá-los à justiça. Moriarty é o "organizador de metade do que há de maligno" em Londres, e Holmes considera que conseguir derrotar Moriarty será a maior vitória de sua carreira. Moriarty está disposto a frustrar os planos de Holmes e é bem capaz disso, já que o próprio Holmes admite ter "encontrado finalmente um adversário do meu nível intelectual".
Holmes pede a Watson que viaje com ele ao continente europeu, dando-lhe instruções peculiares para que chegue até o trem na estação Victoria sem ser seguido. Holmes não sabe ao certo aonde eles irão, o que soa um tanto estranho a Watson. Holmes, certo de que foi seguido até a casa do amigo, foge escalando o muro dos fundos do jardim. No dia seguinte, Watson segue as instruções de Holmes, chega à estação e embarca em um vagão de primeira classe reservado ao amigo, onde encontra um velho padre italiano, que em seguida se revela ser Holmes disfarçado.
Enquanto o trem sai da Estação Victoria, Holmes avista Moriarty na plataforma, fazendo gestos em uma tentativa frustrada de parar o trem. Holmes é forçado a tomar medidas, pois Moriarty obviamente seguiu Watson, apesar de todas as precauções. Holmes e Watson descem do trem em Canterbury, fazendo uma mudança na rota planejada. Enquanto esperam por outro trem para Newhaven, um trem com um só vagão passa por Canterbury, como Holmes suspeitava que ocorreria. Nele está o professor, que alugou o trem na tentativa de alcançar Holmes. Holmes e Watson se escondem atrás de uma pilha de bagagens.
Tendo chegado a Estrasburgo via Bruxelas, na segunda-feira seguinte Holmes recebe uma carta comunicando que a maior parte da quadrilha de Moriarty foi presa na Inglaterra. O detetive aconselha Watson a voltar para casa, pois Moriarty conseguiu escapar da polícia inglesa e está no encalço de Holmes. Watson, porém, decide ficar com o amigo.
A viagem de Holmes e Watson os leva à Suíça, onde ficam em Meiringen. De lá, eles decidem fazer uma caminhada que incluirá uma visita às Cataratas de Reichenbach, uma atração natural local. Chegando lá, surge um menino que entrega uma carta a Watson, dizendo que há uma inglesa doente no hotel que deseja ser atendida por um médico inglês. Holmes percebe imediatamente que se trata de uma farsa, embora não diga nada. Watson vai ver a paciente, deixando Holmes sozinho e ficando de encontrá-lo mais tarde.
Ao retornar ao hotel, Watson descobre que o dono não tem conhecimento de nenhuma inglesa doente. Percebendo enfim que foi enganado, ele corre de volta para as Cataratas de Reichenbach e não encontra ninguém lá, mas observa dois pares de pegadas que chegam ao final lamacento do caminho sem saída, sem que nenhuma das pegadas retorne. Encontra também uma mensagem de Holmes dizendo que será um prazer "livrar a sociedade´' da presença de Moriarty, "embora tema que seja a um preço capaz de causar sofrimento aos amigos e especialmente a você, meu caro Watson". Watson vê que, no final do caminho, há sinais de que ocorreu uma luta violenta e de que Holmes e Moriarty morreram após cair nas cataratas. Entristecido, o Dr. Watson retorna à Inglaterra, onde a quadrilha de Moriarty foi condenada com base nas provas obtidas por Holmes. Watson termina sua narrativa dizendo que Sherlock Holmes foi o melhor e mais sábio homem que já conheceu.